# واشنطن ألسويرث ليندسي
واشنطن ألسويرث ليندسي (بالإنجليزية: Washington Ellsworth Lindsey)‏ هو محامي وسياسي أمريكي، ولد في 20 ديسمبر 1862 في الولايات المتحدة، وتوفي في 5 أبريل 1926 في بورتاليس في الولايات المتحدة. حزبياً، نشط في الحزب الجمهوري. وقد انتخب حاكم نيومكسيكو ‏ (18 فبراير 1917 – 1919).